# Cantó de Belz
El cantó de Belz (bretó Kanton Belz) és una divisió administrativa francesa situat al departament d'Ar Mor-Bihan a la regió de Bretanya.

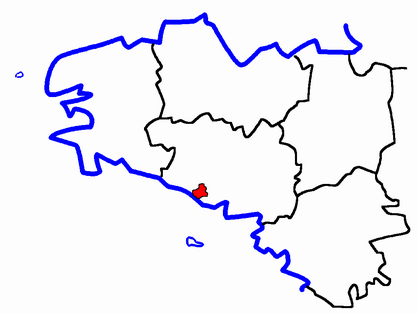
Situació del cantó

## Composició
El cantó aplega 5 comunes :
| Nom francès   | Nom bretó     | Població | km²    | Codi Postal | Codi INSEE |
| Belz          | Belz          | 3.289    | 15,67  | 56550       | 56013      |
| Erdeven       | An Ardeven    | 2.523    | 30,64  | 56410       | 56054      |
| Étel          | An Intel      | 2.165    | 1,74   | 56410       | 56055      |
| Locoal-Mendon | Lokoal-Mendon | 2.182    | 39,97  | 56550       | 56119      |
| Ploemel       | Pleñver       | 2.047    | 25,16  | 56400       | 56161      |
| Cantó         | Belz          | 12.206   | 113,18 | -           | 5604       |

## Evolució demogràfica
| 1962   | 1968   | 1975   | 1982   | 1990   | 1999   |
| ------ | ------ | ------ | ------ | ------ | ------ |
| 11.422 | 11.465 | 11.207 | 11.509 | 12.014 | 12.206 |

## Història
| Data d'elecció                           | Identitat            | Partit        | Qualitat |
| ---------------------------------------- | -------------------- | ------------- | -------- |
| 2001-                                    | Gérard Le Tréquesser | Divers droite |          |
| les dades anteriors no són pas conegudes |                      |               |          |
|                                          |                      |               |          |